# The Muppets Mayhem
The Muppets Mayhem ist eine US-amerikanische Musical-Comedy-Fernsehserie mit der Muppet-Musikgruppe Dr. Teeth and the Electric Mayhem. Die Serie wurde von Adam F. Goldberg, Bill Barretta und Jeff Yorkes für ABC Signature und The Muppets Studio entwickelt. Der Streaming-Dienst Disney+ veröffentlichte alle zehn Episoden von The Muppets Mayhem am 10. Mai 2023. Die Serie erhielt im Allgemeinen positive Kritiken von Kritikern.

## Inhalt
Die junge A&R-Managerin Nora muss sich mit dem Wahnsinn von Dr. Teeth and the Electric Mayhem auseinandersetzen, die mit dem modernen Musikgeschäft konfrontiert werden, während sie versuchen, ihr allererstes Platin-Album aufzunehmen.

## Besetzung und Synchronisation
| Figur                | Darsteller             | Deutscher Sprecher       |
| -------------------- | ---------------------- | ------------------------ |
| Lips                 | Peter Linz             | Bernhard Völger          |
| Statler              | Peter Linz             | Reinhard Scheunemann     |
| Penny                | Leslie Carrara-Rudolph | Philine Peters-Arnolds   |
| Zoot                 | Dave Goelz             | Detlef Gieß              |
| Waldorf              | Dave Goelz             | Freimut Götsch           |
| Jimmy                | Dave Goelz             | Detlef Gieß              |
| Floyd Pepper         | Matt Vogel             | Tim Moeseritz            |
| Tier                 | Eric Jacobson          | Joachim Kaps             |
| Dr. Goldzahn         | Bill Barretta          | Marko Bräutigam          |
| Davis                | Bill Barretta          | Sascha Krüger            |
| Janice               | David Rudman           | Claudia Urbschat-Mingues |
| Dr. Goldzahns Mutter | Stephanie D'Abruzzo    | Almut Zydra              |
| Dr. Goldzahns Vater  | David Bizzaro          | Sven Brieger             |

| Figur                 | Darsteller          | Deutscher Sprecher        |
| --------------------- | ------------------- | ------------------------- |
| Nora                  | Lilly Singh         | Daniela Molina            |
| Gary „Moog“ Moogowski | Tahj Mowry          | David Turba               |
| Hannah                | Saara Chaudry       | Rieke Werner              |
| Billy Corgan          | Billy Corgan        | Frank Kirschgens          |
| Charlamagne Tha God   | Charlamagne Tha God | Roland Wolf               |
| Cheech Marin          | Cheech Marin        | Peter Meinhardt           |
| Tommy Chong           | Tommy Chong         | Reinhard Scheunemann      |
| Chris Stapleton       | Chris Stapleton     | Sascha Krüger             |
| Danny Trejo           | Danny Trejo         | Thomas Schmuckert         |
| Deadmau5              | Deadmau5            | Daniel Kröhnert           |
| Jenny                 | Kristen Schaal      | Silvia Mißbach            |
| JJ                    | Anders Holm         | Fabian Oscar Wien         |
| Karamo Brown          | Karamo Brown        | Patrick Giese             |
| Kesha Sebert          | Kesha Sebert        | Daniella Erdmann          |
| Kevin Smith           | Kevin Smith         | Rainer Fritzsche          |
| Lil Nas X             | Lil Nas X           | Patrick Giese             |
| Luther McMonster      | Jack McBrayer       | Levin Jäger               |
| Morgan Freeman        | Morgan Freeman      | Jürgen Kluckert           |
| Paula Abdul           | Paula Abdul         | Renate Weyl               |
| Peter Jackson         | Peter Jackson       | Christian Gaul            |
| Police Officer Axl    | Cedric Yarbrough    | Samuel Zekarias           |
| Ryan Seacrest         | Ryan Seacrest       | Frank Schaff              |
| Sofia Carson          | Sofia Carson        | Carolin Brunk             |
| Steve Aoki            | Steve Aoki          | Julien Haggège            |
| Susanna Hoffs         | Susanna Hoffs       | Wicki Kalaitzi            |
| Tommy Lee             | Tommy Lee           | Bernd Vollbrecht          |
| Weird Al Yankovic     | Weird Al Yankovic   | Sebastian Christoph Jacob |
| Zedd                  | Zedd                | Sebastian Kluckert        |
| Ziggy Marley          | Ziggy Marley        | Sascha Krüger             |
| Carl                  | N. N.               | Klaus-Peter Grap          |
| Sekretärin            | N. N.               | Denise Zich               |

## Episoden
| Nr. | Titel                                 | Erstausstrahlung | Deutschsprachige Erstausstrahlung (D) | Regie          | Drehbuch                                       |
| --- | ------------------------------------- | ---------------- | ------------------------------------- | -------------- | ---------------------------------------------- |
| 1 | Track 1: Can You Picture That         | 10. Mai 2023     | 10. Mai 2023                          | Matt Sohn      | Bill Barretta & Adam F. Goldberg & Jeff Yorkes |
| Nora Singh, Assistentin bei Wax Town Records, ist entmutigt, als sie erfährt, dass ihr Chef die Firma schließen will. Beim Aktenschreddern erfährt sie, dass Dr. Teeth and the Electric Mayhem dem Label noch ein Album schulden. Sie überredet die Band, für die Aufnahmen nach Los Angeles zu kommen, kann aber mit ihren Impulsen und ihrer Orientierungslosigkeit kaum umgehen. Noch schwieriger wird es, als sich herausstellt, dass Dr. Teeth ein ehemaliger Liebhaber von Noras Chefin Penny ist. |                                       |                  |                                       |                |                                                |
| 2 | Track 2: True Colors                  | 10. Mai 2023     | 10. Mai 2023                          | Matt Sohn      | Bill Barretta & Jeff Yorkes                    |
| Nora versucht, die Band dazu zu bringen, am Album zu arbeiten, und Superfan Moog erklärt sich bereit, zu helfen. Die Band arbeitet an Songideen und schmeißt eine Party, während Nora versucht, Penny davon zu überzeugen, den Musikkatalog von Wax Town nicht an ihren ehemaligen Assistenten JJ zu verkaufen, der jetzt ein reicher App-Entwickler ist. Da Janice eine Lügenallergie hat, versucht Nora Zedd davon zu überzeugen, das Album der Mayhems zu produzieren.                                |                                       |                  |                                       |                |                                                |
| 3 | Track 3: Exile on Main Street         | 10. Mai 2023     | 10. Mai 2023                          | Matt Sohn      | Donielle Muransky                              |
| Zedd bietet an, das Mayhem-Album in seinem Studio zu produzieren, verwendet aber nur Samples von ihnen, um einen Song über AI abzumischen. Animal ist wütend, als er denkt, dass die Band ihn nicht mehr braucht, und sucht sich einen normalen Job. Während die Band nach einem Schlagzeuger sucht, streitet sich Nora mit ihrer Schwester Hannah und zieht bei ihr aus. |                                       |                  |                                       |                |                                                |
| 4 | Track 4: The Times They Are A-Changin | 10. Mai 2023     | 10. Mai 2023                          | Matt Sohn      | Crystal Shaw                                   |
| Nora, Moog und die Mayhem entdecken ein Aufnahmestudio (und Cheech & Chong) im Keller des Shack und beschließen, ihr Album selbst aufzunehmen. Doch Moog und Nora streiten sich, in welche Richtung das Album gehen soll. Unterdessen übernimmt Janice die Aufgabe, Frieden zwischen Nora und Hannah zu stiften. |                                       |                  |                                       |                |                                                |
| 5 | Track 5: Break on Through             | 10. Mai 2023     | 10. Mai 2023                          | Robert Cohen   | Julie Bean                                     |
| The Mayhem haben immer noch Schwierigkeiten, neues Material für das Album zu schreiben, also nimmt Nora sie mit auf einen Rückzug in die Wüste. Die Ereignisse nehmen eine seltsame Wendung, als Nora und die Band eine Tüte Marshmallows essen, die seit 30 Jahren abgelaufen ist, und anfangen zu halluzinieren, während Moog versucht, alle unter Kontrolle zu halten. |                                       |                  |                                       |                |                                                |
| 6 | Track 6: Fortunate Son                | 10. Mai 2023     | 10. Mai 2023                          | Kimmy Gatewood | Hannah Friedman                                |
| Nora, Moog und das Mayhem werden unangenehm überrascht, als Dr. Teeths entfremdete Eltern auftauchen, um ihn zu bitten, nach Hause zurückzukehren und die Zahnarztpraxis der Familie zu übernehmen. Unterdessen versucht Animal, Moog eine wichtige Nachricht über Nora zu überbringen. |                                       |                  |                                       |                |                                                |
| 7 | Track 7: Eight Days a Week            | 10. Mai 2023     | 10. Mai 2023                          | Matt Sohn      | Jeff Yorkes                                    |
| Nora versucht, das Album zu promoten, indem sie Kevin Smith überredet, innerhalb von acht Tagen einen Dokumentarfilm über die Aufnahmesessions zu drehen. Verschiedene Probleme, vor allem die wachsende Dreiecksbeziehung zwischen Moog, Nora und JJ, verschärfen die Spannungen zwischen den Bandmitgliedern und lassen die Dreharbeiten im Chaos versinken. |                                       |                  |                                       |                |                                                |
| 8 | Track 8: Virtual Insanity             | 10. Mai 2023     | 10. Mai 2023                          | Kimmy Gatewood | Hans Rodionoff & Gabriela Rodriguez            |
| Nora und JJ versuchen, das Album zu promoten, indem sie The Mayhem im Internet vorstellen, doch die Autokorrektur verwandelt den Tweet von The Mayhem in einen PR-Albtraum. JJ nutzt den Medienrummel, um ein virtuelles Konzert in Minecraft zu buchen, sehr zum Missfallen von Moog. Währenddessen versucht JJ, Nora davon zu überzeugen, bei ihm einzuziehen und ihre romantische Beziehung wieder aufzunehmen.                                                                                       |                                       |                  |                                       |                |                                                |
| 9 | Track 9: Drift Away                   | 10. Mai 2023     | 10. Mai 2023                          | Kimmy Gatewood | Donielle Muransky & Crystal Shaw               |
| Das Album ist fertig und Mayhem wurden eingeladen, in der Hollywood Bowl zu spielen. Leider wurde die Band von ihren neuen Soloprojekten im Internet eingeholt. So kommt es, dass Mayhem ihre Trennung live während eines Podcasts mit Charlamagne tha God bekannt geben. In der Zwischenzeit ist Moog sauer auf Nora wegen der Ablenkungen durch die Band und ihre Beziehung zu JJ. |                                       |                  |                                       |                |                                                |
| 10 | Track 10: We Will Rock You            | 10. Mai 2023     | 10. Mai 2023                          | Robert Cohen   | Bill Barretta & Adam F. Goldberg & Jeff Yorkes |
| Nora und Moog machen sich auf den Weg, um die Mayhem rechtzeitig für das Hollywood Bowl Konzert wieder zu vereinen. Nachdem sie sie jedoch abgewiesen haben, ist Nora verzweifelt und verlässt den Ort, was Animal dazu veranlasst, etwas zu unternehmen, um seine Familie zu retten. |                                       |                  |                                       |                |                                                |

## Produktion

### Entwicklung
Nach einem Auftritt auf dem Outside Lands Music and Arts Festival 2016 entwickelte der Muppet-Darsteller und Autor Bill Barretta einen Vorschlag für eine Serie über Dr. Teeth and the Electric Mayhem. Zur gleichen Zeit begannen Muppet-Fan Adam F. Goldberg und sein Partner Jeff Yorkes mit der Entwicklung eines eigenen Projekts, das auf den Figuren basierte. Sie waren an einem Projekt über die Band interessiert, weil sie der Meinung waren, dass die mangelnde Popularität im Vergleich zu anderen Figuren es ihnen erlaubte, „alles mit diesen Jungs zu machen, weil die Leute sie einfach gut genug kennen“. Während Yorkes Goldberg die Idee ursprünglich als Spielfilm vorschlug, schlug er stattdessen vor, sie als Serie zu entwickeln. Die drei begannen schließlich, gemeinsam daran zu arbeiten, ihre Ideen zu einer einzigen Serie zu kombinieren.
Am 7. Februar 2022 kündigten ABC Signature und The Muppets Studio die Entwicklung einer 10-teiligen Serie für Disney+ an, die auf den Muppets basiert. Die von Barretta, Goldberg und Yorkes geschriebene Serie The Muppets Mayhem ist die erste Serie, die Goldberg für ABC entwickelt, nachdem er 2019 einen Vertrag mit dem Studio abgeschlossen hat. Die Entscheidung, eine Serie zu entwickeln, die auf Dr. Teeth and the Electric Mayhem basiert, kam durch den Erfolg einer Reihe von Musikvideos auf dem YouTube-Kanal der Muppets. Die Serie erhielt kurz vor ihrer Ankündigung grünes Licht, nachdem Verträge mit den Muppets-Darstellern abgeschlossen worden waren. Goldberg und Barretta sind neben Michael Bostick, Kris Eber und den Muppets-Studioleitern David Lightbody und Leigh Slaughter auch ausführende Produzenten, während Yorkes als Co-Executive-Producer fungiert.
Am 21. November 2023 wurde bekannt gegeben, dass die Serie nicht um eine weitere Staffel verlängert wird.

### Drehbuch
Zu den Autoren der Serie gehören Julie Bean, Hannah Friedman, Crystal Shaw, Hans Rodionoff, Gabrielle Rodriguez und Danielle Maransky. Laut dem ausführenden Produzenten Kris Eber gingen die Filmemacher an die Serie heran, als wäre sie ein fünfstündiger Spielfilm. Die Serie erforscht die Hintergrundgeschichte von Electric Mayhem, die in früheren Projekten nicht dargestellt wurde; die Autoren arbeiteten eng mit den Muppet-Darstellern zusammen, um sicherzustellen, dass ihre Ideen den Charakteren treu blieben.
Goldberg sagte, die Serie würde „eine normale Geschichte in der realen Welt mit Muppets erzählen“, da er die Band als „echte Menschen, echte, atmende Wesen, die in der realen Welt sein könnten“ darstellen wollte. Die Anzahl der Muppet-Elemente und -Figuren in der Serie hing davon ab, wie natürlich sie in die Geschichte integriert werden konnten, wie zum Beispiel das Auftauchen der Muppet-Hasen, die Barretta als „etwas, das Animal schon immer hatte“ beschrieb. Obwohl Auftritte von Charakteren wie Kermit der Frosch und Miss Piggy in Betracht gezogen wurden, wurden sie früh in der Entwicklung verworfen, um die Serie auf Electric Mayhem zu konzentrieren. Yorkes sagte, dass die Komik der Serie daraus resultierte, dass die Band einfach tat, was sie wollte, während Nora versuchte, sie bei der Produktion ihres Albums zu führen.

### Casting
Zusammen mit der Ankündigung der Serie wurde berichtet, dass Lilly Singh Nora darstellen würde, eine junge Führungskraft, die mit dem von The Electric Mayhem verursachten Chaos zu kämpfen hat. Die Muppet-Darsteller Barretta, Dave Goelz, Eric Jacobson, Matt Vogel, David Rudman und Peter Linz wiederholten ihre Rollen als Electric Mayhem Mitglieder. Am 5. April 2022 wurde bestätigt, dass Tahj Mowry zur Besetzung gehört. Am 9. Juni 2022 stießen Saara Chaudry und Anders Holm zur Besetzung.

### Dreharbeiten
Die Produktion von The Muppets Mayhem begann am 25. April 2022 und endete am 5. August 2022. Am 2. Juli 2022 wurde berichtet, dass sich ein Unfall ereignet hatte, bei dem ein Crew-Van am Rande einer Klippe in der Nähe des Griffith Observatoriums gegen einen Baum geprallt war.

## Soundtrack
Walt Disney Records veröffentlichte am 10. Mai 2023 ein Soundtrack-Album der Serie in digitaler Form und als Streaming-Angebot, sowie ein Vinyl-LP-Debütalbum mit dem Titel The Electric Mayhem, das die ersten vierzehn Titel des kompletten Soundtracks enthielt und die von Linda Perry geschriebenen Originalsongs sowie Coverversionen beliebter Lieder enthielt. Der Soundtrack erreichte als erstes Muppets-Album überhaupt die Spitze der Billboard Kid Albums Charts.

## Auszeichnungen
| Auszeichnung                           | Kategorie                                              | Nominierte                                        | Resultat  | Ref.          |
| -------------------------------------- | ------------------------------------------------------ | ------------------------------------------------- | --------- | ------------- |
| Golden Trailer Awards 2023             | Best Animation/Family Poster for a TV/Streaming Series | The Muppets Mayhem                                | Gewonnen  | [ 17 ] [ 18 ] |
| Children’s and Family Emmy Awards 2023 | Outstanding Children’s or Family Viewing Series        | The Muppets Mayhem                                | Gewonnen  | [ 19 ]        |
| Children’s and Family Emmy Awards 2023 | Outstanding Puppeteer Performance                      | Eric Jacobson                                     | Nominiert | [ 19 ]        |
| Children’s and Family Emmy Awards 2023 | Outstanding Directing for a Single Camera Program      | Robert Cohen, Kimmy Gatewood and Matt Sohn        | Nominiert | [ 19 ]        |
| Children’s and Family Emmy Awards 2023 | Outstanding Casting for a Live-Action Program          | Collin Daniel, Brett Greenstein and Alexa Pereira | Nominiert | [ 19 ]        |
| Children’s and Family Emmy Awards 2023 | Outstanding Editing for a Single Camera Program        | Robert Cohen, Kimmy Gatewood and Matt Sohn        | Nominiert | [ 19 ]        |